# Lakkasandra, Ramanagara
Lakkasandra là một làng thuộc tehsil Ramanagara, huyện Ramanagara, bang Karnataka, Ấn Độ.